# Глеб Всеволодович
Глеб Всеволодович (Всеволодкович) (ум. около февраля 1170) — князь Городненский, сын городненского князя Всеволодко и Агафии Владимировны, дочери Владимира Мономаха. В именном указателе к Ипатьевской летописи Глеба ошибочно называют князем переяславским.

## Биография
Глеб был средним из трёх князей городненского князя Всеволодко от брака с Агафией Владимировной, дочерью Владимира Мономаха. Глеб унаследовал Городненское княжество после смерти старшего брата Бориса Всеволодовича. В 1144 году Глеб вместе с Борисом упомянут в числе князей, участвовавших в походе великого киевского князя Всеволода Ольговича на галицкого князя Владимирко Володаревича. Вероятно, Глеб к тому времени имел какой-то удел.
В качестве городненского князя он впервые упоминается в 1166 году в Ипатьевской летописи. Он был сторонником киевского князя Ростислава Мстиславича и по его призыву ходил к Каневу, чтобы защитить греческих купцов от половцев. После смерти Ростислава волынский князь Мстислав Изяславич, претендовавший на киевский стол, обратился к Глебу и его младшему брату Мстиславу с призывом о помощи.
В последний раз Глеб упоминается в начале 1170 года, когда к нему с братом обратился Мстислав Изяславич с призывом помочь отбить Киев у Глеба Юрьевича, посаженного там захватившим Киев его братом, владимирским князем Андреем Юрьевичем Боголюбским. Но после того как Мстислав Изяславич захватил Киев в феврале-марте 1170 года, он заключил ряд только с одним Всеволодовичем — с Мстиславом. Вероятно к тому времени Глеб уже умер. По мнению А. В. Назаренко Глеб умер около февраля 1170 года.
Неизвестно, был ли Глеб женат и были ли у него дети. В 1173 году смоленские Ростиславичи отказались признать старшинство Андрея Боголюбского, захватив Киев. В ответ Боголюбский обратился с призывом к различным князьям, в числе которых упоминаются и князья городненские. Вероятно, к тому моменту кроме Мстислава в Городненском княжестве был как минимум ещё один взрослый представитель рода, но неясно, чьим он был сыном.